# Кира Василики
Кира Василики (енгл. Kyra Vassiliki; 1789—1834) била је утицајна Гркиња која је одрасла у Сераглију, османског владара Али-паше Јањинског.

## Живот
Кира Василики рођена је у грчком селу у Теспротији. Са дванаест година отишла је код османског владара Али-паше Јањинског, како би се заузела за живот свог оца. Након што је успела, Али-паша Јањински се оженио са њом 1808. године и тада се придружила његовом харему. Дозвољено јој је да практикује своју хришћанску веру. Залагала се за Грке. Можда ју је контактирала грчка патриотска организација Хетерија. Током овог периода предузела је бројне добротворне иницијативе. Године 1819—20 финансирала је низ рестаураторских радови на Светој Гори.
У јануару 1822. године, током последње фазе османске династије Јањина, Василики је заједно са Али-пашом и његовим приватним чуваром побегала на острво Јањини. Али-пашу је тамо убила, 22. јануара, османска делегација, а султан ју је прогласио прогнаном. После Алијеве смрти, Василики је послата као заробљеник у османску престоницу Константинопољ. Касније је помилована и враћена у Грчку, која је у међувремену стекла независност након успешног грчког рата за независност (1821—30). Грчка држава је 1830. године дала Василики средњовековни торањ у Каточију, где је живела остатак свог живота. Умрла је од дизентерије 1834.

## У уметности и књижевности
Године 1895. баршунасту ташну са златом Василики купио је Николас Константинидис за 25 драхми. Приказана је од стране различитих уметника. Кратко је спомињу у великом броју романа 19. века, као што су Александар Дима, Гроф Монте Кристо, и Ричард Девенпорт, у Живот Али-паше Тепелена.